# Macedonia Północna na letnich igrzyskach olimpijskich
Reprezentanci Macedonii występują na letnich igrzyskach olimpijskich od 1996 roku, zadebiutowali wtedy podczas igrzysk w Atlancie i od tamtej pory występują w zawodach nieprzerwanie. Do 2008 roku kraj reprezentowało 19 zawodników i 9 zawodniczek.
Najliczniejsza reprezentacja Macedonii na Letnich Igrzyskach wystąpiła w 1996 (11 osób), a najmniejsza - w 2012 roku (4 osoby).
Najmłodszym reprezentantem była pływaczka Mirjana Boszewska (15 lat 26 dni w 1996 roku), a najstarszym zapaśnik Wałerij Werhuszin (36 lat 144 dni w 1996 roku).
Organizacją udziału reprezentacji Macedonii na igrzyskach zajmuje się Македонски олимписки комитет (Makedonski Olimpiski Komitet).

## Tabela medalowa
| Igrzyska            | Złoto | Srebro | Brąz | Razem |
| ------------------- | ----- | ------ | ---- | ----- |
| Atlanta 1996        | 0     | 0      | 0    | 0     |
| Sydney 2000         | 0     | 0      | 1    | 1     |
| Ateny 2004          | 0     | 0      | 0    | 0     |
| Pekin 2008          | 0     | 0      | 0    | 0     |
| Londyn 2012         | 0     | 0      | 0    | 0     |
| Rio de Janeiro 2016 | 0     | 0      | 0    | 0     |
| Tokio 2020          | 0     | 1      | 0    | 1     |
| Razem               | 0     | 1      | 1    | 2     |